# Mairie et école de Bubeneč
 (octobre 2024).
La mairie et l'école de Bubeneč forment une paire de bâtiments reliés entre eux, situés à Prague 6 - Bubeneč. Ils sont protégés comme monument culturel tchèque depuis 2008.

## Histoire
Lorsqu'en 1889 un grand bâtiment scolaire moderne fut construit au numéro 40 de la rue Wolkerová, le village de Bubeneč commença à utiliser l'ancienne école comme mairie. Le manque d'espace et le besoin de représentation de la municipalité en pleine croissance, élevée au rang de ville en 1904, ont conduit au projet d'un nouveau bâtiment.
Le bâtiment fut achevé et inauguré le 27 novembre 1905. Cependant, les projets de rénovation de la salle du conseil datent de 1906.
En 1909, un bâtiment pour les écoles générales et bourgeoises fut ajouté à côté de la mairie. Après l'annexion de Bubeneč à la ville de Prague en 1922, la mairie fut supprimée. Plus tard, l'ensemble du bâtiment a été occupé par l'académie de commerce, qui existe toujours.

## Galerie

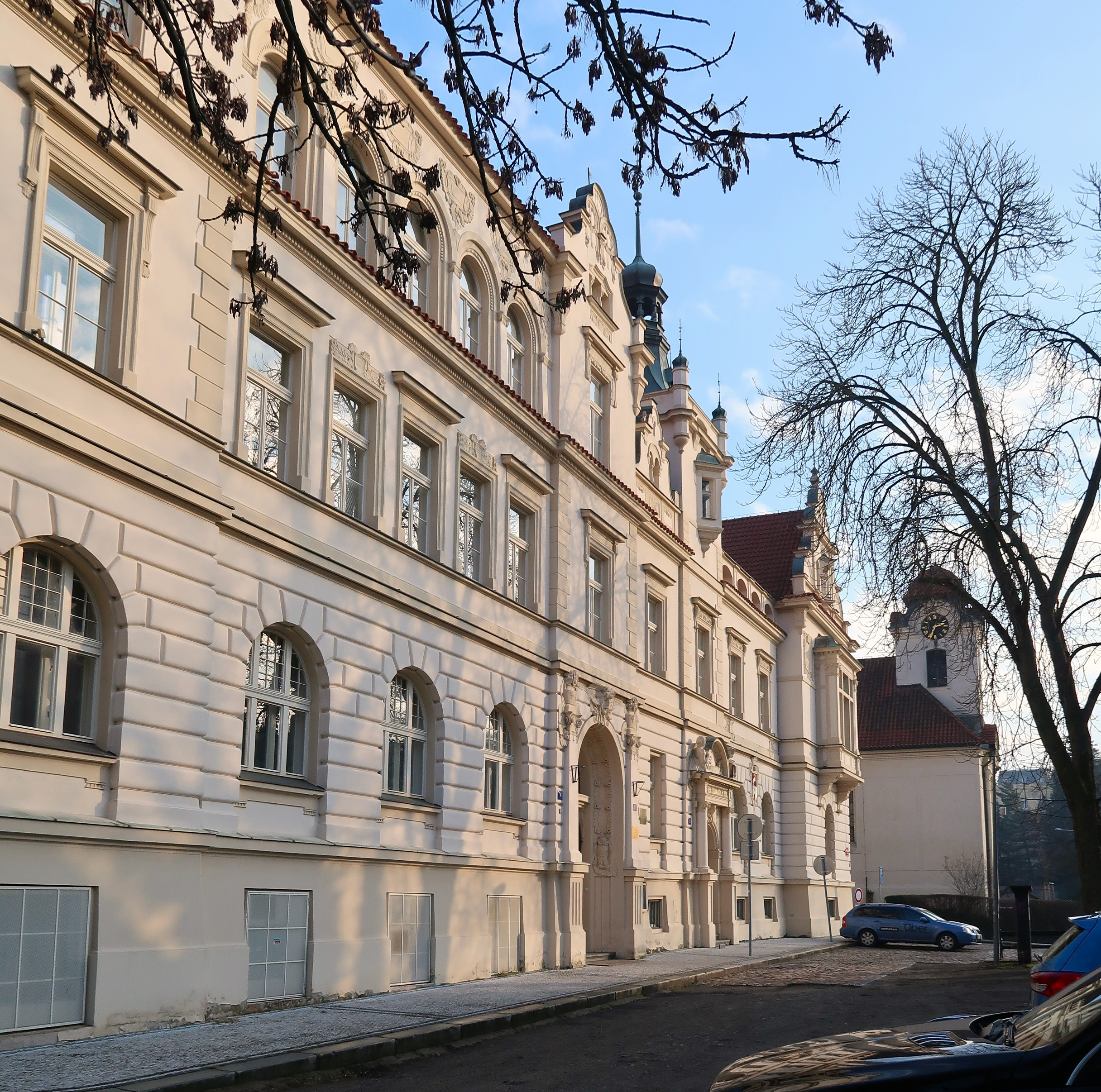
École et église Saint-Gothard au fond
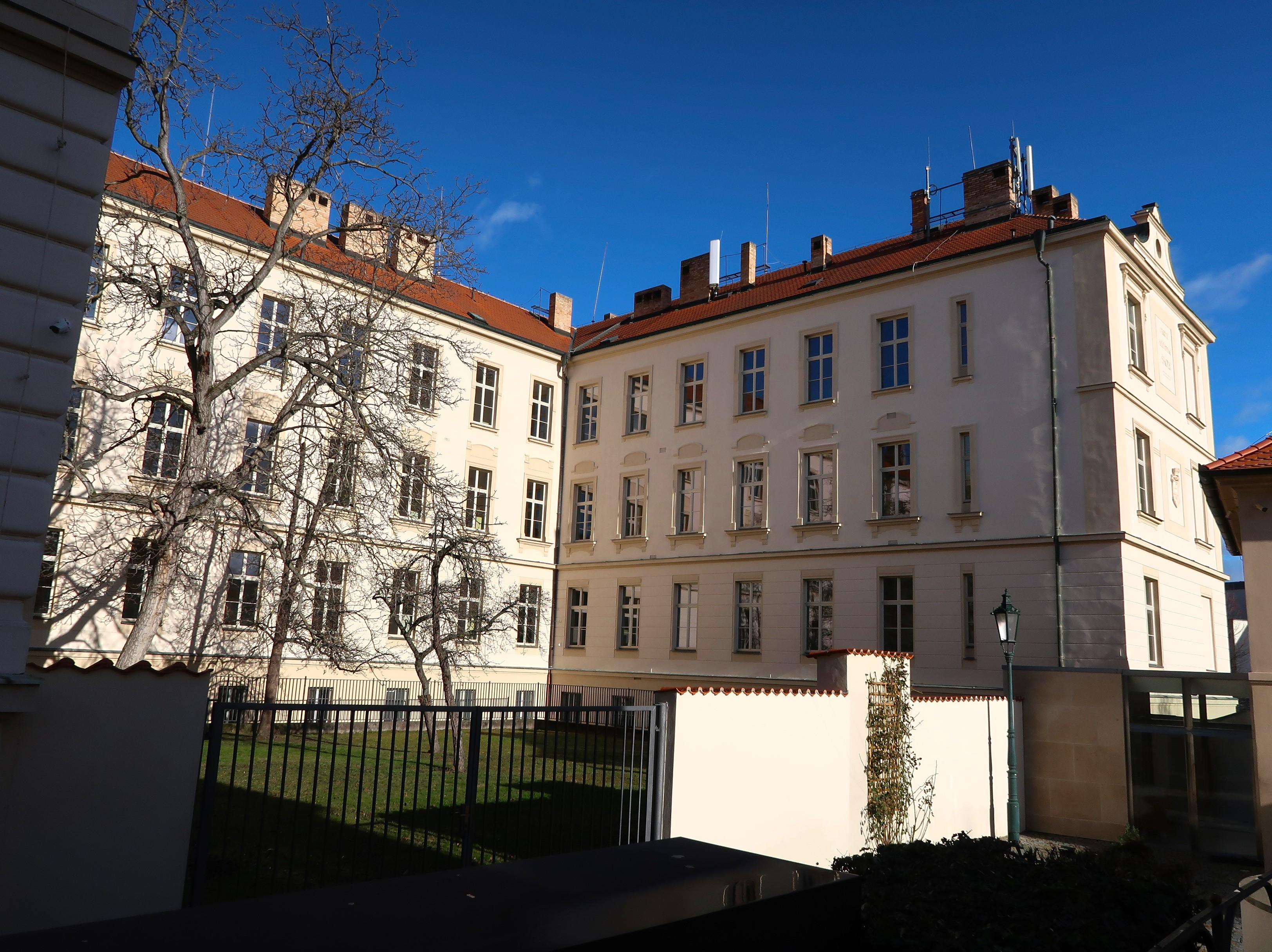
Aile sud et cour de l'école
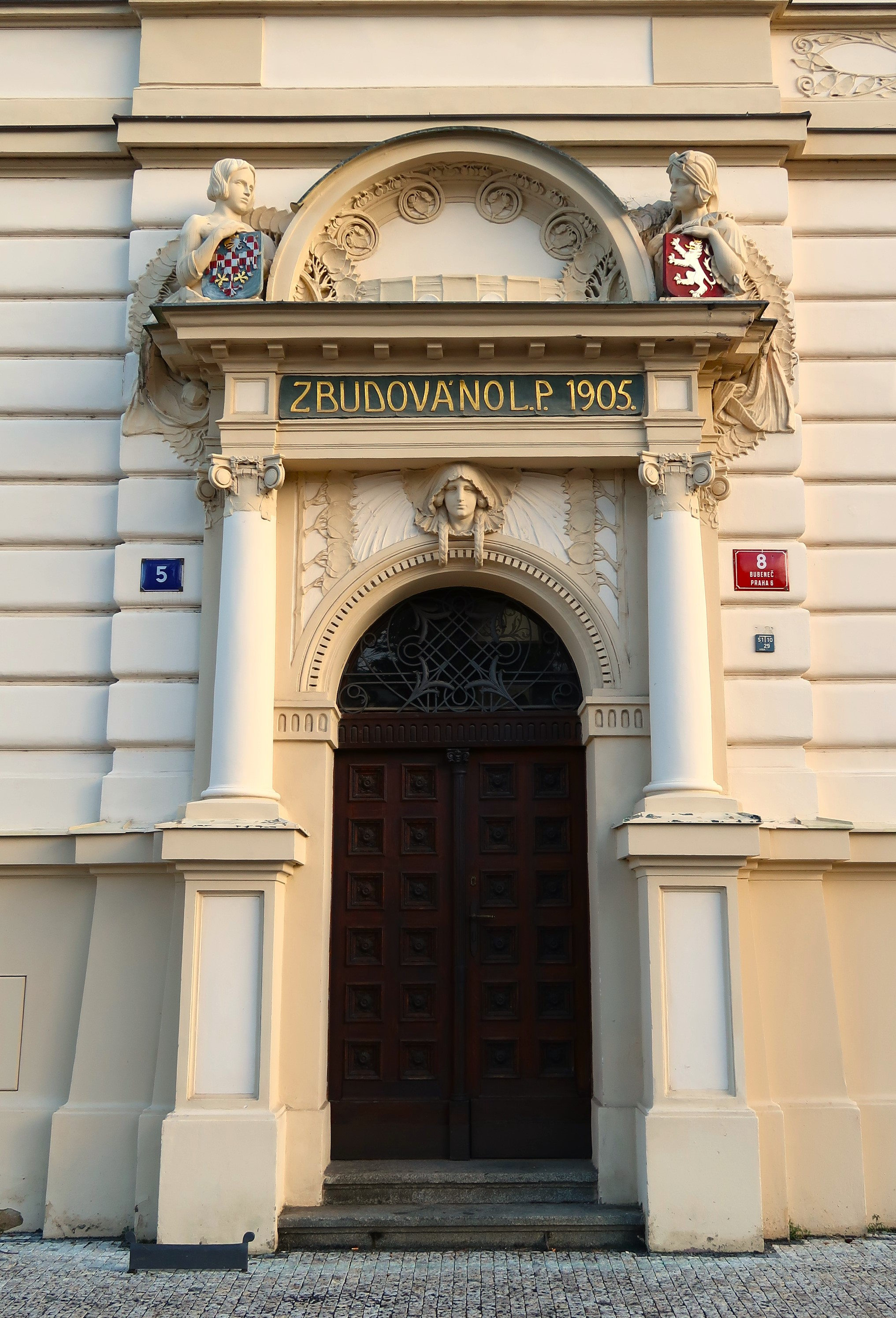
Portail de la mairie
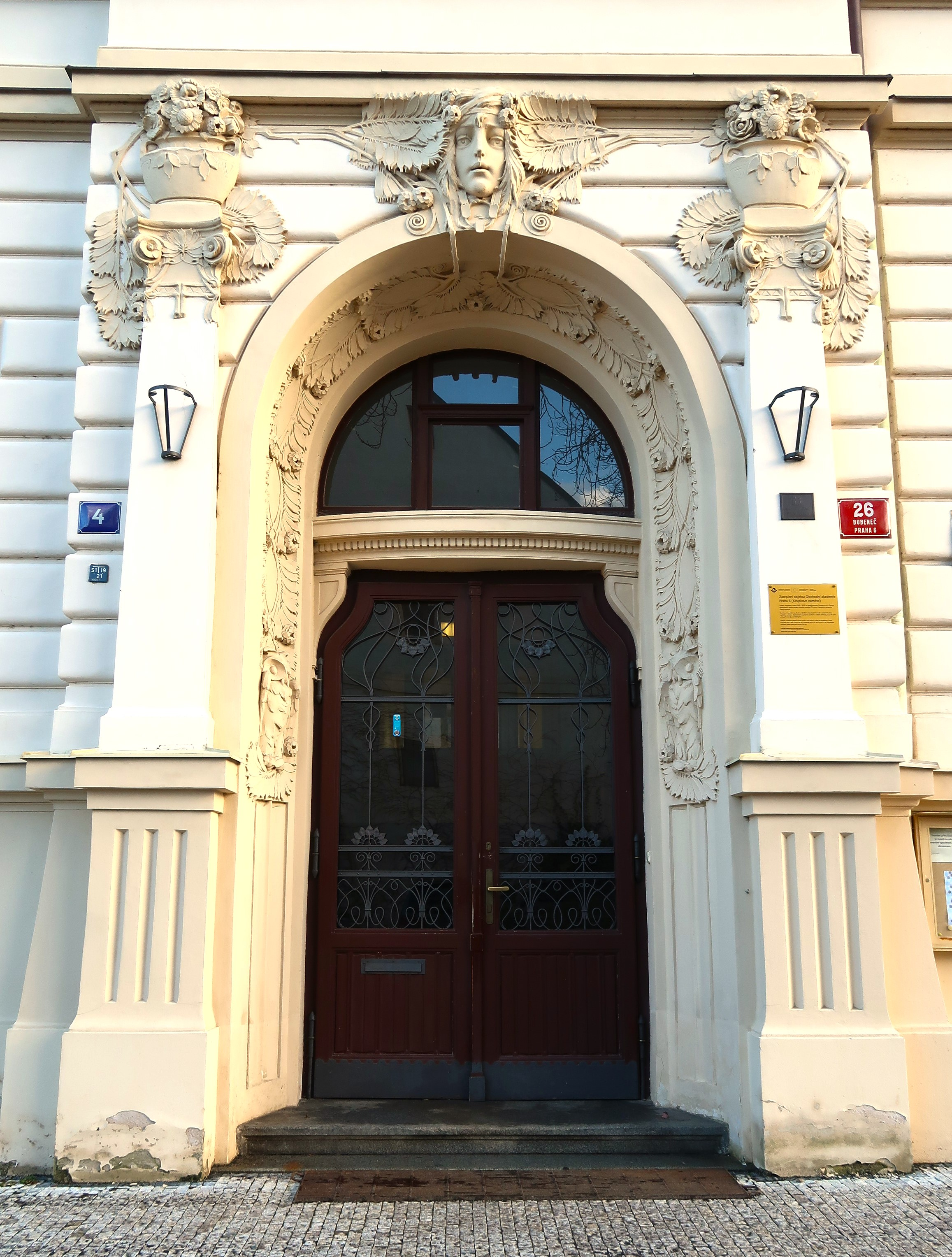
Portail de l'école
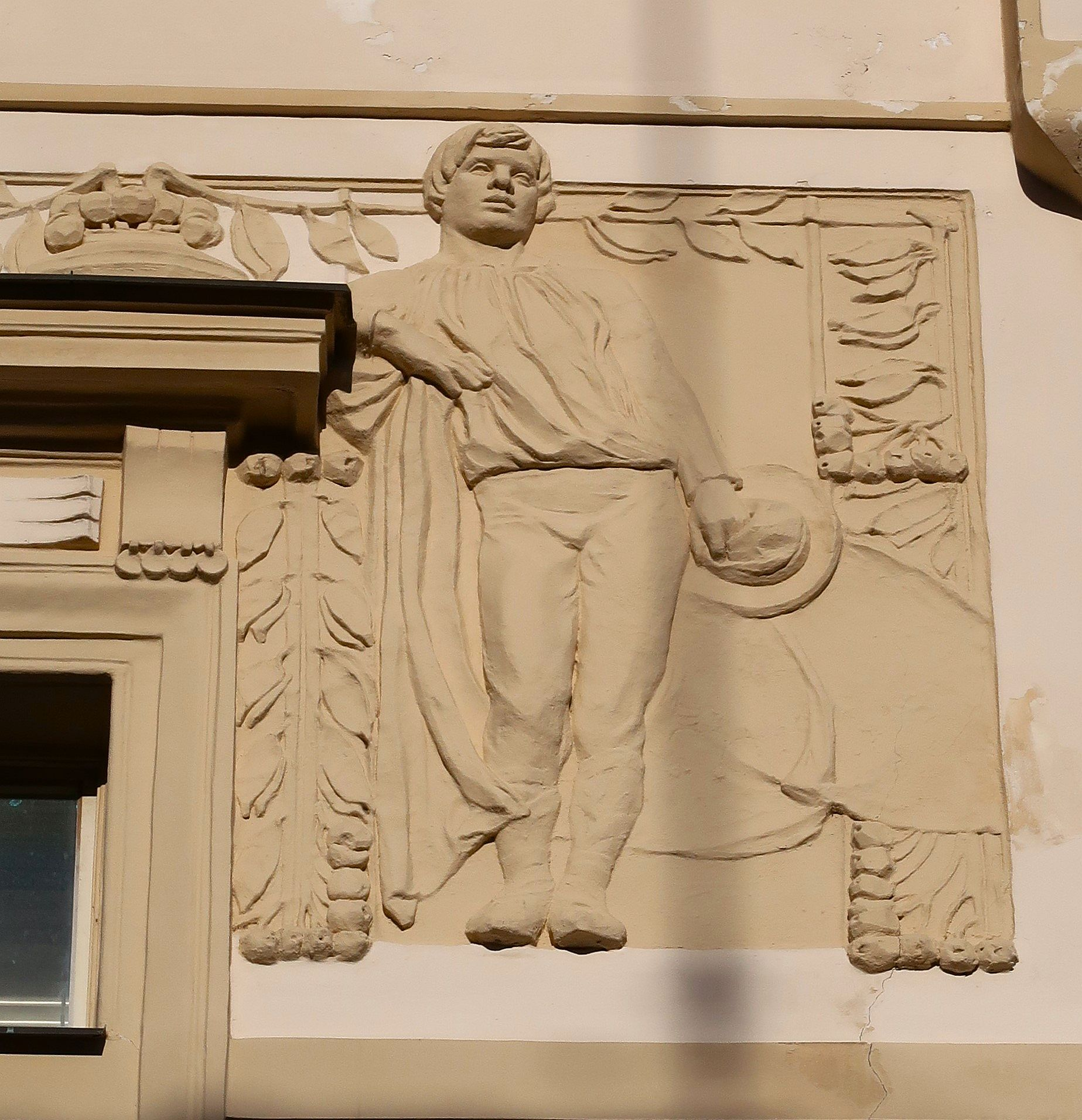
Frise sur la façade
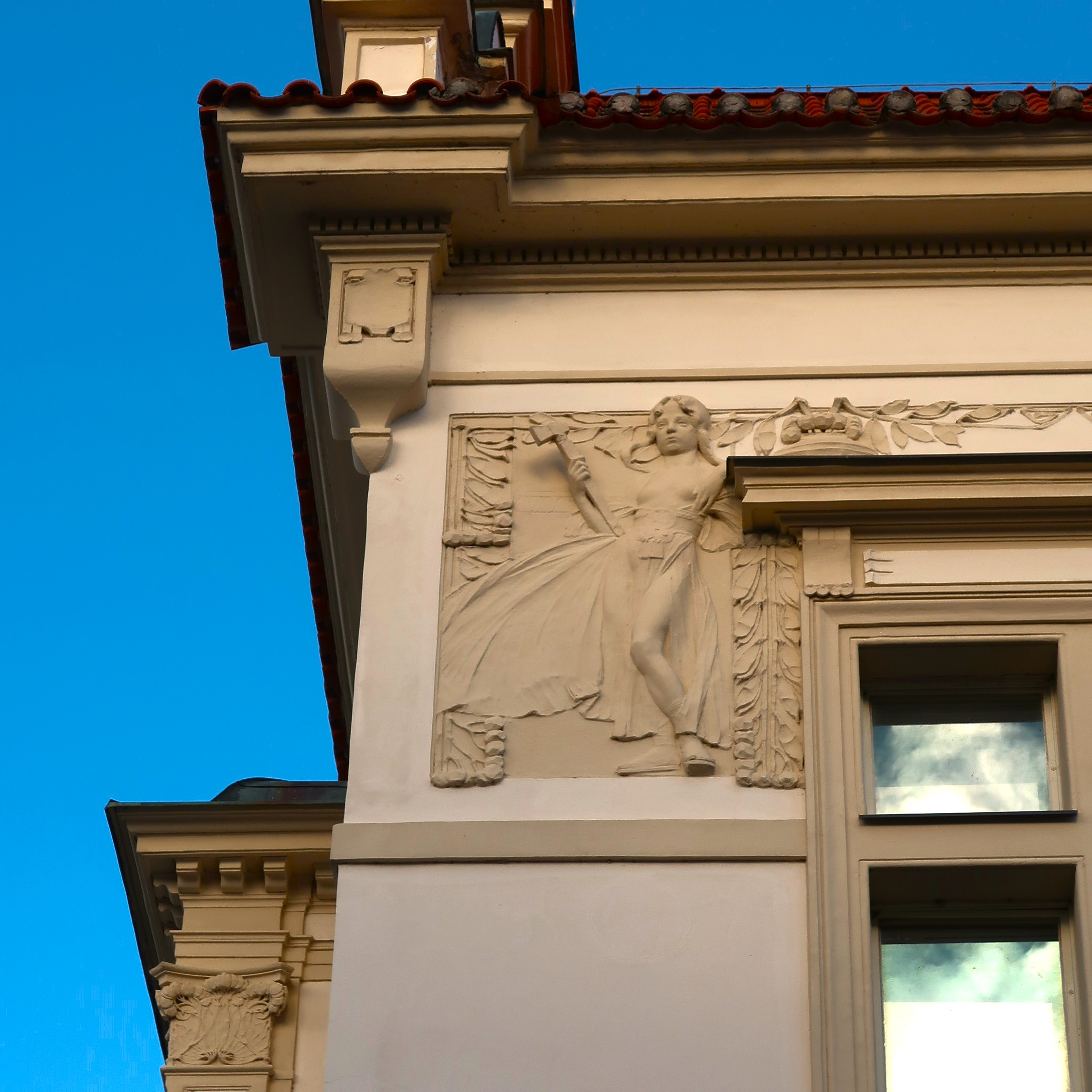
Frise sur la façade